# Nunciatura apostólica em Portugal
A nunciatura apostólica em Portugal, historicamente denotada como nunciatura de Lisboa, é a representação diplomática permanente da Santa Sé em Portugal, com sede em Lisboa. A nunciatura é dirigida por um diplomata da Santa Sé, dito o "núncio apostólico em Portugal", com o posto de embaixador e o título eclesiástico de arcebispo.
O atual Núncio Apostólico em Portugal é Ivo Scapolo, arcebispo titular de Tagaste, nomeado em 29 de Agosto de 2019. 

## História
As origens da nunciatura apostólica em Portugal remontam ao século XV, quando foi nomeado o primeiro núncio apostólico, Justo Baldino, bispo de Ceuta. Uma nunciatura apostólica permanente em Lisboa dá-se com o bispo Martinho de Portugal em 1527.
Sucessivamente, a nunciatura apostólica seguiu os eventos em Portugal, suprimindo-se com a anexação de Portugal pela Espanha. Essa supressão durou de 1580 a 1670. A Santa Sé nesse período era representada em Lisboa por um coletor apostólico, encarregado primariamente da recolha de impostos pontifícios, mas de facto com poderes de núncio na esfera espiritual. A nunciatura apostólica foi restabelecida em 1670.
As relações diplomáticas entre Roma e Lisboa foram também interrompidas nos períodos 1728-1732, 1761-1769, 1834-1842 e 1910-1918; nestes intervalos, Roma era representada por um coletor apostólico ou um encarregado de negócios.